# 石持浅海
石持 浅海（いしもち あさみ、1966年12月7日 -）は、日本の小説家、推理作家。愛媛県生まれ。九州大学理学部生物学科卒業。男性。兼業作家。

## 経歴
大学卒業後、食品会社に入社。1997年、鮎川哲也が編集をつとめる公募短編アンソロジー『本格推理 11』に「暗い箱のなかで」が採用される。本格推理シリーズにはその後も「地雷原突破」「利口な地雷」の2編が採用された（これら3編はのちに『顔のない敵』にまとめられた）。
2002年、光文社のカッパ・ノベルス新人発掘企画『KAPPA-ONE』第1期に選ばれ、西澤保彦の推薦のもと『アイルランドの薔薇』で本格的に小説家デビュー。
2003年、『月の扉』が『このミステリーがすごい!』2004年版で第8位、『本格ミステリベスト10』2004年版で第3位に選ばれ注目される。2006年に文庫化されると半年で10万部を突破した。
2005年、『扉は閉ざされたまま』が『このミステリーがすごい!』2006年版、『本格ミステリベスト10』2006年版の両方で第2位に選ばれる。2008年には続編の『君の望む死に方』とあわせてWOWOW「ドラマW」枠でドラマ化され、2夜連続で放送された。
2009年から2011年まで、本格ミステリ作家クラブの監事をつとめる。

## 作風
多くの作品は、『類例のあまりないクローズド・サークル(閉鎖空間)』で事件が進行する。この作風の理由は、ある作品の解説で、次のように明かされている。「兼業作家であるため、読書量が多くない、そのため、気がつかぬうちに、他の作家の作品とトリックがかぶることを危惧し始めた、そのために、以下の流れを考えた。
1. 同業者が書きそうもない舞台を用意する。
2. その舞台ならではの事件をトリックなしで起こす。
3. 登場人物たちに議論させて真相を見つけさせる。」

というものである。

## 文学賞候補歴
- 2004年 - 『月の扉』で第57回日本推理作家協会賞（長編及び連作短編集部門）候補。
- 2006年 - 『扉は閉ざされたまま』で第6回本格ミステリ大賞（小説部門）候補[4]。
- 2007年
  - 『顔のない敵』で第7回本格ミステリ大賞（小説部門）候補[5]。
  - 「未来へ踏み出す足」で第60回日本推理作家協会賞（短編部門）候補。
- 2010年 - 「ドロッピング・ゲーム」で第63回日本推理作家協会賞（短編部門）候補。
- 2012年 - 「三階に止まる」で第65回日本推理作家協会賞（短編部門）候補。

## ミステリ・ランキング

### 週刊文春ミステリーベスト10
- 2005年 - 『扉は閉ざされたまま』5位

### このミステリーがすごい！
- 2004年 - 『月の扉』8位
- 2006年 - 『扉は閉ざされたまま』2位
- 2007年 - 『顔のない敵』13位
- 2008年 - 『心臓と左手』18位

### 本格ミステリ・ベスト10
- 2003年 - 『アイルランドの薔薇』18位
- 2004年 - 『月の扉』3位
- 2005年 - 『水の迷宮』7位
- 2006年 - 『扉は閉ざされたまま』2位
- 2007年 - 『顔のない敵』2位
- 2008年 - 『心臓と左手』10位、『Rのつく月には気をつけよう』18位
- 2009年 - 『君の望む死に方』13位
- 2011年 - 『この国。』21位
- 2012年 - 『人面屋敷の惨劇』18位
- 2013年 - 『彼女が追ってくる』29位
- 2014年 - 『わたしたちが少女と呼ばれていた頃』23位
- 2015年 - 『相互確証破壊』26位
- 2018年 - 『賛美せよ、と成功は言った』27位

### ミステリが読みたい！
- 2014年 - 『わたしたちが少女と呼ばれていた頃』9位

## 作品リスト

### 単行本

#### 座間味くんシリーズ
- 月の扉（2003年8月 光文社 カッパ・ノベルス / 2006年4月 光文社文庫）
- 心臓と左手 座間味くんの推理（2007年9月 光文社 カッパ・ノベルス / 2009年9月 光文社文庫）
  - 収録作品：貧者の軍隊 / 心臓と左手 / 罠の名前 / 水際で防ぐ / 地下のビール工場 / 沖縄心中 / 再会
- 玩具店の英雄 座間味くんの推理（2012年4月 光文社 / 2015年2月 光文社文庫）
  - 収録作品：傘の花 / 最強の盾 / 襲撃の準備 / 玩具店の英雄 / 住宅街の迷惑 / 警察官の選択 / 警察の幸運
- パレードの明暗 座間味くんの推理（2016年10月 光文社 / 2019年5月 光文社文庫)
  - 収録作品：女性警察官の嗅覚 / 少女のために / パレードの明暗 / アトリエのある家 / お見合い大作戦 / キルト地のバッグ / F1に乗ったレミング
- 新しい世界で 座間味くんの推理 (2021年12月 光文社 / 2024年6月 光文社文庫)
  - 収録作品：新しい世界で / 救出 / 雨中の守り神 / 猫と小鳥 / 場違いな客 / 安住の地 / お揃いのカップ

#### 碓氷優佳シリーズ
- 扉は閉ざされたまま（2005年5月 祥伝社 ノン・ノベル / 2008年2月 祥伝社文庫）
- 君の望む死に方（2008年3月 祥伝社 ノン・ノベル / 2011年9月 祥伝社文庫）
- 彼女が追ってくる（2011年10月 祥伝社 ノン・ノベル / 2014年6月 祥伝社文庫）
- わたしたちが少女と呼ばれていた頃（2013年5月 祥伝社 ノン・ノベル / 2016年3月 祥伝社文庫）
  - 収録作品：赤信号 / 夏休み / 彼女の朝 / 握られた手 / 夢に向かって / 災い転じて / 優佳と、わたしの未来
- 賛美せよ、と成功は言った (2017年10月 祥伝社 ノン・ノベル / 2020年3月 祥伝社文庫)
- 君が護りたい人は（2021年8月 祥伝社 ノン・ノベル / 2024年8月 祥伝社文庫）

#### テロリストシリーズ
- 攪乱者（2010年4月 実業之日本社 ジョイ・ノベルス / 2013年12月 実業之日本社文庫）
  - 収録作品：檸檬 / 一握の砂 / 道程 / 小僧の神様 / 駈込み訴え / 蜘蛛の糸 / みだれ髪 / 破戒 / 舞姫
- 煽動者（2012年9月 実業之日本社 / 2015年7月 実業之日本社文庫）

#### Rのつく月には気をつけよう
- Rのつく月には気をつけよう（2007年9月 祥伝社 / 2010年8月 祥伝社文庫）
  - 収録作品：Rのつく月には気をつけよう / 夢のかけら麺のかけら / 火傷をしないように / のんびりと時間をかけて / 身体によくても、ほどほどに / 悪魔のキス / 煙は美人の方へ
- Rのつく月には気をつけよう 賢者のグラス (2019年8月 祥伝社 / 2022年8月 祥伝社文庫)
  - 収録作品：ふたつ目の山 / 一日ずれる / いったん別れて、またくっつく / いつの間にかできている / 適度という言葉の意味を知らない / タコが入っていないたこ焼き / 一石二鳥

#### 殺し屋探偵シリーズ
- 殺し屋、やってます。 (2017年1月 文藝春秋 / 2020年1月 文春文庫)
  - 収録作品：黒い水筒の女 / 紙おむつを買う男 / 同伴者 / 優柔不断な依頼人 / 吸血鬼が狙っている / 標的はどっち？ / 狙われた殺し屋
- 殺し屋、続けてます。 (2019年10月 文藝春秋 / 2021年11月 文春文庫)
  - 収録作品：まちぼうけ / わがままな依頼人 / 双子は入れ替わる / 銀の指輪 / 死者を殺せ / 猪狩り / 靴と手袋
- 女と男、そして殺し屋 (2024年3月 文春文庫)
  - 収録作品：遠くで殺して / ペアルック / 父の形見 / 二人の標的 / 女と男、そして殺し屋
- 夏休みの殺し屋（2025年4月 文春文庫）
  - 収録作品：近くで殺して / 人形を埋める / 残された者たち / 花を手向けて / 夏休みの殺し屋

#### ノンシリーズ
- アイルランドの薔薇（2002年4月 光文社 カッパ・ノベルス / 2004年9月 光文社文庫）
- 水の迷宮（2004年10月 光文社 カッパ・ノベルス / 2007年5月 光文社文庫）
- BG、あるいは死せるカイニス（2004年11月 東京創元社 ミステリ・フロンティア / 2007年6月 光文社カッパ・ノベルス / 2009年10月 創元推理文庫）
- セリヌンティウスの舟（2005年10月 光文社 カッパ・ノベルス / 2008年5月 光文社文庫）
- 顔のない敵（2006年8月 光文社 カッパ・ノベルス / 2009年1月 光文社文庫）
  - 収録作品：地雷原突破 / 利口な地雷 / 顔のない敵 / トラバサミ / 銃声でなく、音楽を / 未来へ踏み出す足 / 暗い箱の中で
- 人柱はミイラと出会う（2007年5月 新潮社 / 2010年1月 新潮文庫）
  - 収録作品：人柱はミイラと出会う / 黒衣は議場から消える / お歯黒は独身に似合わない / 厄年は怪我に注意 / 鷹は大空に舞う / ミョウガは心に効くクスリ / 参勤交代は知事の務め
- 温かな手（2007年12月 東京創元社 / 2010年5月 創元推理文庫）
  - 収録作品：白衣の意匠 / 陰樹の森で / 酬い / 大地を歩む / お嬢さんをください事件 / 子豚を連れて / 温かな手
- 賢者の贈り物（2008年4月 PHP研究所 / 2009年12月 PHPノベルス / 2011年5月 PHP文芸文庫）
  - 収録作品：金の携帯 銀の携帯 / ガラスの靴 / 最も大きな掌 / 可食性手紙 / 賢者の贈り物 / 玉手箱 / 泡となって消える前に / 経文を書く / 最後のひと目盛り / 木に登る
- 耳をふさいで夜を走る（2008年6月 徳間書店 / 2011年9月 徳間文庫）
- ガーディアン（2008年8月 光文社 カッパ・ノベルス / 2010年5月 光文社文庫）
- まっすぐ進め（2009年5月 講談社 / 2014年5月 河出文庫）
  - 収録作品：ふたつの時計 / ワイン合戦 / いるべき場所 / 晴れた日の傘 / まっすぐ進め
- 君がいなくても平気（2009年12月 光文社 カッパ・ノベルス / 2011年10月 光文社文庫）
- リスの窒息（2010年2月 朝日新聞出版 / 2011年6月 朝日ノベルズ）
- この国。（2010年6月 原書房 / 2013年6月 光文社文庫）
  - 収録作品：ハンギング・ゲーム / ドロッピング・ゲーム / ディフェンディング・ゲーム / エミグレイティング・ゲーム / エクスプレッシング・ゲーム
- 八月の魔法使い（2010年7月 光文社 / 2012年7月 光文社文庫）
- 見えない復讐（2010年8月 角川書店 / 2013年9月 角川文庫）
  - 収録作品：セミの声 / 求職者 / プレゼント / 佇む人 / 針の山 / 選択肢 / 復讐者
- ブック・ジャングル（2011年5月 文藝春秋 / 2013年11月 文春文庫）
- 人面屋敷の惨劇（2011年8月 講談社ノベルス）
- トラップ・ハウス（2012年5月 光文社 / 2014年11月 光文社文庫）
- フライ・バイ・ワイヤ（2012年11月 東京創元社 / 2015年6月 創元推理文庫）
- 届け物はまだ手の中に（2013年2月 光文社 / 2015年10月 光文社文庫）
- カード・ウォッチャー（2013年3月 角川春樹事務所 / 2014年7月 ハルキ文庫）
- 三階に止まる（2013年7月 河出書房新社）
  - 収録作品：宙の鳥籠 / 転校 / 壁の穴 / 院長室 EDS 緊急推理解決院 / ご自由にお使い下さい / 心中少女 / 黒い方程式 / 三階に止まる
- 二歩前を歩く（2014年3月 光文社 / 2016年10月 光文社文庫）
  - 収録作品：一歩ずつ進む / 二歩前を歩く / 四方八方 / 五ヶ月前から / ナナカマド / 九尾の狐
- 御子を抱く（2014年7月 河出書房新社）
- 相互確証破壊（2014年7月 文藝春秋）
  - 【改題】真実はベッドの中に（2022年3月 双葉文庫）
    - 収録作品：待っている間に / 相互確証破壊 / 三百メートル先から / 見下ろす部屋 / カントリー・ロード / 男の子みたいに
- 身代わり島（2014年12月 朝日文庫）
- 第一話 石持浅海「連作短編集・第一回」コレクション（2015年1月 光文社文庫）
  - 収録作品：貧者の軍隊 / 檸檬 / セミの声 / 人柱はミイラと出会う / 白衣の意匠 / ハンギング・ゲーム / Rのつく月には気をつけよう / 金の携帯銀の携帯 / 地雷原突破
- 凪の司祭（2015年10月 幻冬舎）
  - 【改題】二千回の殺人 (2018年10月 幻冬舎文庫)
- 罪人よやすらかに眠れ（2015年12月 KADOKAWA / 2018年5月 角川文庫)
  - 収録作品：友人と、その恋人 / はじめての一人旅 / 徘徊と彷徨 / 懐かしい友だち / 落とし物 / 待ち人来たらず / 今度こそ、さよなら
- 鎮憎師 (2017年4月 光文社 / 2021年6月 光文社文庫)
- 崖の上で踊る (2018年10月 PHP研究所)
  - 【改題】風神館の殺人（2022年5月 PHP文芸文庫）
- 不老虫 (2019年4月 光文社 / 2022年10月 光文社文庫)
- 高島太一を殺したい五人（2022年9月 光文社）
- あなたには、殺せません（2023年7月 東京創元社）
  - 収録作品：五線紙上の殺意 / 夫の罪と妻の罪 / ねじれの位置の殺人 / かなり具体的な提案 / 完璧な計画

### 共著
- EDS 緊急推理解決院（2005年11月 光文社 カッパ・ノベルス）ISBN 4334924743
  - 加賀美雅之、黒田研二、小森健太朗、高田崇史、柄刀一、鳥飼否宇、二階堂黎人、松尾由美との合作。

### アンソロジー
「」内が石持浅海の作品

#### 『本格推理』シリーズ
- 本格推理11 奇跡を蒐める者たち（1997年11月 光文社文庫）「暗い箱の中で」
- 本格推理13 幻影の設計者たち（1998年7月 光文社文庫）「地雷原突破」
- 本格推理15 さらなる挑戦者たち（1999年11月 光文社文庫）「利口な地雷」
- 新・本格推理 特別編 不可能犯罪の饗宴（2009年3月 光文社文庫）「ハンギング・ゲーム」

#### 日本推理作家協会・編
- ザ・ベストミステリーズ 2005 推理小説年鑑（2005年7月 講談社）「貧者の軍隊」
  - 【分冊・改題】仕掛けられた罪 ミステリー傑作選（2008年4月 講談社文庫）
- ザ・ベストミステリーズ 2006 推理小説年鑑（2006年7月 講談社）「Rのつく月には気をつけよう」
  - 【分冊・改題】曲げられた真相 ミステリー傑作選（2009年11月 講談社文庫）
- ザ・ベスト・ミステリーズ 2007 推理小説年鑑（2007年7月 講談社）「未来へ踏み出す足」
  - 【分冊・改題】ULTIMATE MYSTERY 究極のミステリー、ここにあり ミステリー傑作選（2010年4月 講談社文庫）
- 不思議の足跡（2007年10月 光文社カッパ・ノベルス / 2011年4月 光文社文庫）「酬い」
- ザ・ベスト・ミステリーズ 2009 推理小説年鑑（2009年7月 講談社）「駈込み訴え」
  - 【分冊・改題】Spiral めくるめく謎 ミステリー傑作選（2012年11月 講談社文庫）
- ザ・ベスト・ミステリーズ 2010 推理小説年鑑（2010年7月 講談社）「ドロッピング・ゲーム」
  - 【分冊・改題】BORDER 善と悪の境界 ミステリー傑作選（2013年11月 講談社文庫）
- 名探偵に訊け（2010年9月 光文社カッパ・ノベルス / 2013年4月 光文社文庫）「ディフェンディング・ゲーム」
- ザ・ベスト・ミステリーズ 2012 推理小説年鑑（2012年7月 講談社）「三階に止まる」
  - 【分冊・改題】Question 謎解きの最高峰 ミステリー傑作選（2015年11月 講談社文庫）
- 奇想博物館（2013年12月 光文社 / 2017年5月 光文社文庫）「玩具店の英雄」
- 殺意の隘路（2016年12月 光文社）「九尾の狐」
- 推理作家謎友録 日本推理作家協会70周年記念エッセイ（2017年8月 角川文庫）「雑誌連載スタート」 ※エッセイアンソロジー

#### 本格ミステリ作家クラブ・編
- 本格ミステリ04 2004年本格短編ベスト・セレクション（2004年6月 講談社ノベルス）「顔のない敵」
  - 【改題】深夜バス78回転の問題 本格短編ベスト・セレクション（2008年1月 講談社文庫）
- 本格ミステリ06 2006年本格短編ベスト・セレクション（2006年5月 講談社ノベルス）「陰樹の森で」
  - 【改題】珍しい物語のつくり方 本格短編ベスト・セレクション（2010年1月 講談社文庫）
- 本格ミステリ07 2007年本格短編ベスト・セレクション（2007年5月 講談社ノベルス）「未来へ踏み出す足」
  - 【改題】法廷ジャックの心理学 本格短編ベスト・セレクション（2011年1月 講談社文庫）

#### その他
- 教室 異形コレクション27（2003年9月 光文社文庫）「転校」
- ミステリーズ！extra 《ミステリ・フロンティア》特集（2004年11月 東京創元社）「壁の穴」
- 不可能犯罪コレクション（2009年6月 原書房）「ドロッピング・ゲーム」
- ミステリ魂。校歌斉唱！ メフィスト学園（2010年3月 講談社ノベルス）「ディフェンディング・ゲーム」
- 逆想コンチェルト 奏の2（2010年8月 徳間書店）「心中少女」
- NOVA 5 書き下ろし日本SFコレクション（2011年8月 河出文庫）「三階に止まる」
- 拡張幻想 年刊日本SF傑作選（2012年6月 創元SF文庫）「黒い方程式」
- 麺'sミステリー倶楽部（2012年10月 光文社文庫）「夢のかけら 麺のかけら」
- 私がデビューしたころ ミステリ作家51人の始まり（2014年6月 東京創元社）「地味です」 ※エッセイアンソロジー
- 銀河英雄伝説列伝〈1〉 晴れあがる銀河（2020年10月 創元SF文庫）「士官学校生の恋」

### 単著未収録作品
- 雨の中を（幻冬舎『papyrus』2009年10月号）
- 烏葬館の日常（講談社『小説現代』2014年9月号）
- 血塗られた手は、汚れていない（光文社『ジャーロ』No.95 2024 JULY - ）

## メディア・ミックス

### テレビドラマ
- 扉は閉ざされたまま（2008年3月29日、WOWOW「ドラマW」で放送、主演：黒木メイサ）
- 君の望む死に方（2008年3月30日、WOWOW「ドラマW」で放送、主演：松下奈緒）

### 漫画
- 温かな手（画：くぼた尚子）
  - 酬い（秋田書店『サスペリア ミステリー』2010年7月号）
  - 白衣の意匠（秋田書店『サスペリア ミステリー』2011年4月号）
  - 陰樹の森で（秋田書店『サスペリア ミステリー』2011年11月号）
  - 大地を歩む（秋田書店『サスペリア ミステリー』2012年9月号）